# Беловодское (Чуйская область)
Белово́дское — село, административный центр Московского района Чуйской области и Беловодского аильного округа в его составе. До 1960 года — Сталинское.

## География
Село расположено в западной части Чуйской долины, в 43 км западнее Бишкека. Название дано по реке Ак-Суу — одному из притоков реки Чу.
Железнодорожная станция Беловодская. С юга к селу примыкает село Ак-Суу.

## История
7 декабря 1918 года вспыхнуло антисоветское восстание, которое возглавили представители партии левых эсеров, выражавших интересы зажиточного крестьянства. Причиной восстания стали мероприятия, которые стал проводить вновь избранный большевистский Совет села Беловодского — продразвёрстка, хлебозаготовки, мобилизация лошадей для фронта, запрещение частной торговли хлебом, что вызвало противодействие зажиточного крестьянства села, а после разгона попыток выбора делегатов от партии эсеров на съезд стало готовиться вооружённое восстание. Восстание было подавлено 26 декабря отрядами большевиков под командованием Якова Логвиненко.

## Население
| Год     | 2009   | 2014   | 2015   |
| ------- | ------ | ------ | ------ |
| человек | 21 275 | 21 197 | 21 237 |